# 서옥식
서옥식(1944년 5월 13일~ )은 대한민국의 언론인이자 정치학자이다. 전라남도 광양시 옥룡면에서 태어나 순천 매산고등학교를 졸업하고, 서울대학교 문리대 동양사학과를 졸업한 후 동양통신사와 연합뉴스에서 기자로 활동하며 여러 주요 사건을 취재∙보도했다.

## 생애
전라남도 광양시 옥룡면 운평리에서 태어나 순천 매산고등학교와 서울대학교 문리대 동양사학과를 졸업했다. 1973년 동양통신사에서 외신부-사회부 기자로 일했고, 1981년부터 2002년 5월까지는 연합뉴스에서 외신부장, 북한부장, 편집국장, 논설고문 등으로 근무했다. 기자시절에는 언론통제가 극에 달하였을 때 사건기자로 활동하면서 주로 긴급조치위반사건 등 시국사건을 취재∙보도했다. 특히 1976년 명동 3∙1 민주구국선언(재야지도자 김대중, 함석헌씨 등이 명동성당에서 주도한 유신철폐요구사건)과 1979년 10·26 사건(김재규 중앙정보부장에 의한 박정희 대통령 시해사건) 등 굵직한 사건들을 집중적으로 취재∙보도했다. 퇴임 후에는 경기대학교에서 정치학 석사-박사 학위를 취득하고. 2003년부터 호남대를 시작으로 2006년 이후 성결대, 숭실대, 한남대, 경기대, 경남대 등에서 초빙교수, 연구교수, 강의교수, 초빙연구위원 등으로 재직해 왔다. 2005년부터 2011년까지 통일부 통일교육위원을 지냈고 2008년에는 선거기사심의위원회 심의위원에 임명됐다. 또 2008년 11월25일 한국언론재단 사업이사로 선임돼 2009년 12월 31일까지 근무했다.
한국언론재단 이사 근무시절인 2009년 6월에는 핀란드 수도 헬싱키에서 개최된 IPI(국제언론인협회)세계총회에 한국대표단원으로 참석했다. 2009년 이후에는 서울대 관악언론인회 감사, 서울대 동양사학과 총동문회장, 서울대 인문대학 총동창회 부회장
을 각각 역임했다.
2010년부터 2012년까지 한국언론진흥재단 전문위원과 언론인금고관리위원, 한국광고자율심의기구 기사형광고 심의위원을 각각 지냈다. 2012년 3월부터 2014년 10월까지 언론중재위원회 중재위원으로 일했다. 2014년 2월 5일에는 서울대총장 추천위원회 추천위원에 선임됐다. 2015년 10월에는 국회개혁범국민연합 고문으로 위촉됐으며 2016년 2월에는 사단법인 대한언론인회 이사(편집위원 겸임)로 임명됐다. 2016년 4월부터는 임기 2년의 연합뉴스사우회 회장으로 선임돼 현재에 이르고 있다. 주요 논문으로는 ‘남북한 통일정책과 논의에 대한 비교연구’(2002,석사논문), ‘김정일체제의 지배이데올로기 연구-선군정치를 중심으로’(2005, 박사논문)등이 있으며 저서로는 ‘통일을 위한 남남갈등 극복방향과 과제’(2003), ‘북한의 선군정치론’(2006), ‘고 노무현 전 대통령 말말말-서해 NLL은 우리 영토선 아니다’(2010), ‘오역의 제국-그 거짓과 왜곡의 세계’(2013), ‘북한 교과서 대해부’(2015) 등이 있다. 서옥식의 논문과 저서 등은 국립중앙도서관, 국회도서관, 한국교육학술정보원, 서울대학교 중앙도서관, 통일부 북한자료센터 등을 비롯한 전국의 상당수 공공도서관과 대학도서관에 소장돼 있고 그 내용 개요는 인터넷 포털인 구굴, 야후, 네이버, 다음, 네이트, 줌 등에 소개돼 있다. 또한 위에 적시된 서옥식의 저서 5권 모두는 미국 스탠포드대 동아시아 도서관(East Asia Library)에 소장돼있다.

## 저서
- 거짓과 왜곡 조작 날조를 가르치는 사회-북한 교과서 대해부(The Trouble with North Korean Textbooks: Distortion of history, Government Maniplation and Lies)》도서출판 해맞이미디어, 2015, ISBN 978-89-90589-68-2
- 《오역의 제국-그 거짓과 왜곡의 세계(The Empire of Misinterpretation and Mistranslation-The World of Inaccuracy and Distortion》수정판, 경희교육IP-도서출판 도리, 2014, ISBN 978-89-90932-43-3 03810
- 《실록-언론·언론인의 길: 그때 그 현장 못다한 이야기(제4집)》공저, 대한언론인회, 2014.

ISBN 978-89-90237-66-8
- 《故 노무현 전 대통령 말말말-어록으로 본 노무현의 종북좌파 진보주의와 그 적들》경희교육IP-도서출판 도리, 2010, ISBN 978-89-90932-41-9
- 《나는 북한의 대변인 변호인 이었다(I am a Spokesman and a Defender of North Korean Government》수정판, 경희교육IP-도서출판 도리, 2013, ISBN 978-89-90932-41-9
- 《김정일 ‘통일대통령’ 만들기 북한의 선군정치론》경희교육IP-도서출판 도리, 2006, ISBN 89-90932-37-8-93340
- 《신 동북아 질서의 제문제(Issues on New World Order in Northeast Asia)》공저, 법영사, 2004, ISBN 89-7032-185-3
- 《통일을 위한 남남갈등 극복방향과 과제(How to Overcome 'South-South Conflict' for the Unification of Korea》도서출판 도리, 2003, ISBN 89-90932-04-1 03300

## 논문
- 《선군정치의 역사적 등장배경과 통치이데올로기적 기능》경기대 정치전문대학원 논문집 제2집, 2008.
- 《A Study on the Ruling Ideology of the Kim Jong Il Regime》abstract, The Graduate School of Politics & Policy, Kyonggi University, Seoul, Korea, 2007.
- 《선군정치의 의미, 역사적 발생배경과 특징》 전남대 선군정치 학술토론회 주제발표논문, 2007.
- 《김정일 체제의 지배이데올로기 연구- '선군정치'를 중심으로- (A Study on the Ruling Ideology of the Kim Jong Il Regime -An Analysis on ‘Military-First Politics’ -)》경기대 정치학박사 학위논문, 2005.
- 《남북한통일정책과 논의에 대한 비교연구(A Comparative Study on the Unification Policies and Formulas of South and North Korea)》경기대 정치학석사 학위논문, 2002.
- 《간디의 종교적, 도덕적 이념과 사회적 이상》서울대학교 문리대 졸업논문, 1973.

## 번역
- 《랭군 아웅산묘소 폭탄공격사건 조사위원회의 조사결과 및 버마정부가 취한 조치에 관한 보고서 全文(1984년 제39차 유엔총회 제출 보고서》 (The Bomb Attack at the Martyrs' Mausoleum in Rangoon: Report on the Findings by the Enquiry Committee and the Measures Taken by the Burmese Government<United Nations General Assembly 39th Session Agenda Item 128), 연합뉴스 출판국 발행 월간세계 10월호, 1984.

## 수상 경력
- Distinguished Leadership Award for Outstanding Contributions to the Field of Editing(편집공로상): American Biographical Institute(2001)
- 경기대학교 정치전문대학원 석사과정 수석졸업상(2003)
- 경기대학교 정치전문대학원 박사과정 수석졸업상(2006)